# 圓徳院
- 円徳院（新字体、文化庁が使用）
- 圓德院（旧字体、歴史的表記）
- 圓徳院（新旧字体混用、高台寺が使用）

圓徳院（えんとくいん、常用漢字体：円徳院）は、京都市東山区にある臨済宗建仁寺派の寺院。高台寺の塔頭。本尊は釈迦如来。豊臣秀吉の正室・北政所が晩年に自身の本拠地としたことで知られるほか、一説にはその終焉の地ともいう。所蔵されている三面大黒天は秀吉の念持仏と伝わるものである。

## 歴史
豊臣秀吉の没後、正室の北政所は、慶長8年（1603年）に朝廷から「高台院」の号を勅賜されると、秀吉の菩提を弔おうと寺院の建立を発願し徳川家康もその建立を支援した。
家康と高台院は、現在高台寺や圓徳院があるこの地にあった岩栖院を南禅寺の境内に塔頭として移転させると、慶長10年（1605年）に高台院は実母である朝日局が眠る康徳寺（現・上京区上御霊馬場町にあった）をこの地に移転させて新たな寺院・高台寺を建立し、その境内を整えていった。
その際、高台院は高台寺の西側に自らの屋敷と甥の木下利房の屋敷を造営することとし、同年に伏見城にあった北政所化粧御殿とその前庭をこの地に移築して自らの邸宅・高台院屋敷とした。翌慶長11年（1606年）に高台寺は完成している。
高台院は没するまでの19年間を高台院屋敷と高台寺で過ごすと、寛永元年（1624年）9月6日に屋敷で亡くなった。
寛永9年（1632年）、高台院屋敷は木下利房によって高台寺の三江紹益を開山として高台寺の塔頭・圓徳院に改められた。以降は木下家の菩提寺となった。
寛政元年（1789年）2月9日、高台寺で火災が発生して小方丈や庫裏などが焼失した。そこで、高台寺は寛政7年（1795年）に当寺の北政所化粧御殿を高台寺の小方丈にするために解体、移築が行われ、当寺には代わりとして新たに北書院が建立された。なお、高台寺の小方丈となった北政所化粧御殿は文久3年（1863年）7月26日に放火で焼失している。
江戸時代に高台寺北門から続く参道であった、当寺と高台寺の間は現在では「ねねの道」と呼ばれている。

## 境内
- 方丈 - 本堂。慶長10年（1605年）に木下利房により客殿として建てられたもの。寛永9年（1632年）に寺院化された際に方丈とされた。室中（しっちゅう）の襖絵には晨鳥社・赤松燎画伯の遺作「白龍」が描かれている。
- 南庭 - 方丈の南西に位置する。奈良国立文化財研究所の森蘊の指導により徳村宗悦が作庭した。
- 庫裏
- 十一重石塔
- 唐門
- 政所窯 - 後藤明道（陶名・栄興明道）和尚が築いた高台寺のお庭焼の窯。
- 無尽蔵 - 倉。
- 北書院 - もともとあった建物は慶長10年（1605年）に伏見城にあった北政所化粧御殿を移築したものであったが、寛政7年（1795年）に高台寺の小方丈とされるために移築された。現在の建物はその後に建てられたものである。
- 茶室
- 檜垣の手水鉢
- 北庭（国指定名勝） - 北書院の東に位置する。賢庭が作庭した伏見城北政所化粧御殿前庭の池泉回遊式庭園を慶長10年（1605年）に移したものだが、その際に敷地面積が縮小したことからこれを枯池泉座視式に改めている。その後、小堀遠州によって整えられている。庭の東にある築山から枯滝を枯池に落とした2島を配置してこれを3本の石橋で結ぶという、桃山時代の典型的な枯山水の書院庭園の趣を持っている。全体に巨岩を多数配置した珍しい庭園としても知られる。
- 木下長嘯子の墓
- 三面大黒天堂 - 豊臣秀吉の念持仏であった三面大黒天像の写しが祀られている。堂は京都御苑からの移築である。
- 歌仙堂 - 木下長嘯子を祀る。
- 高台寺掌美術館 - 圓徳院の境内にあるが、高台寺の美術館である。
- 大黒門
- 長屋門 - 木下家の屋敷だった頃の名残である。

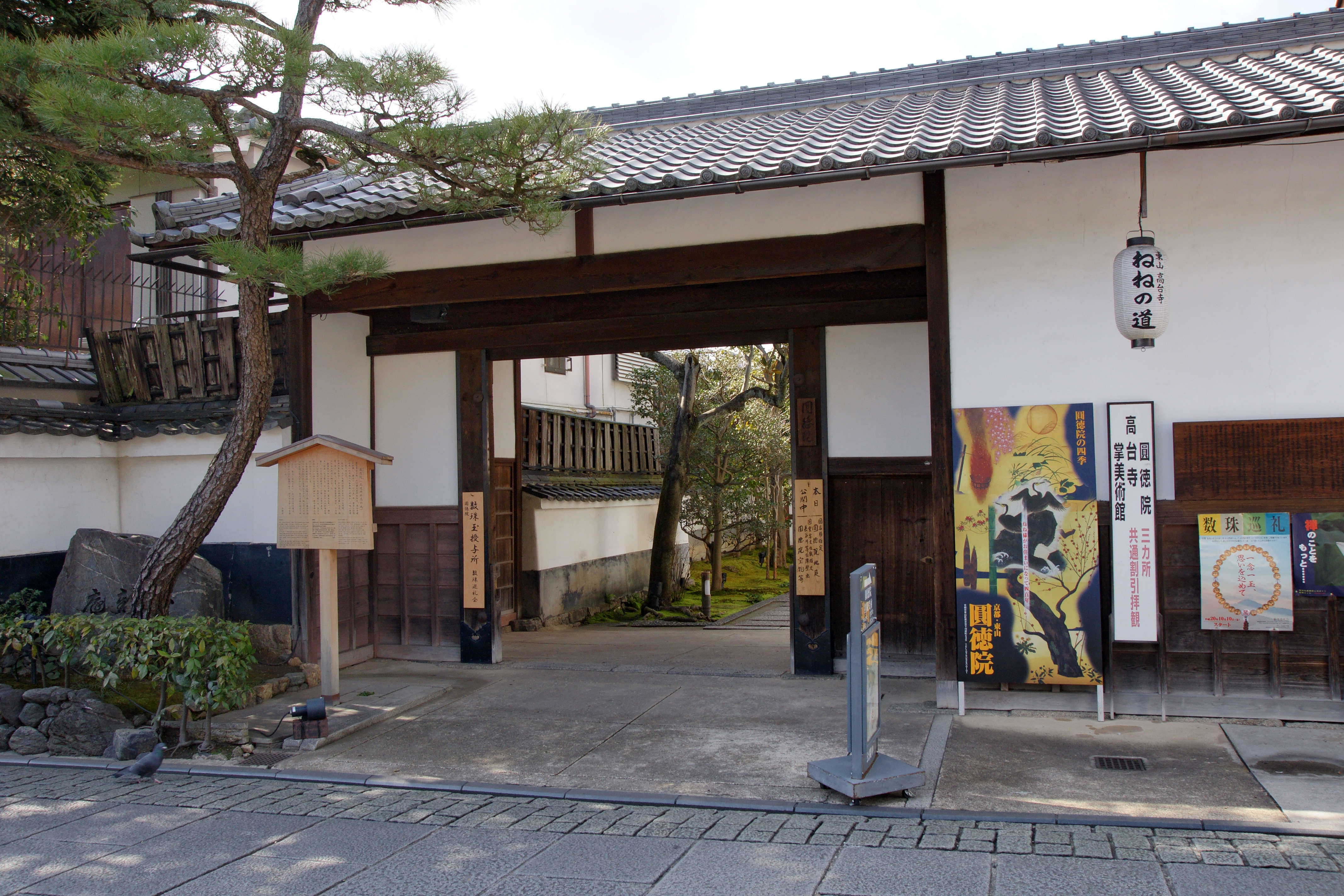
長屋門
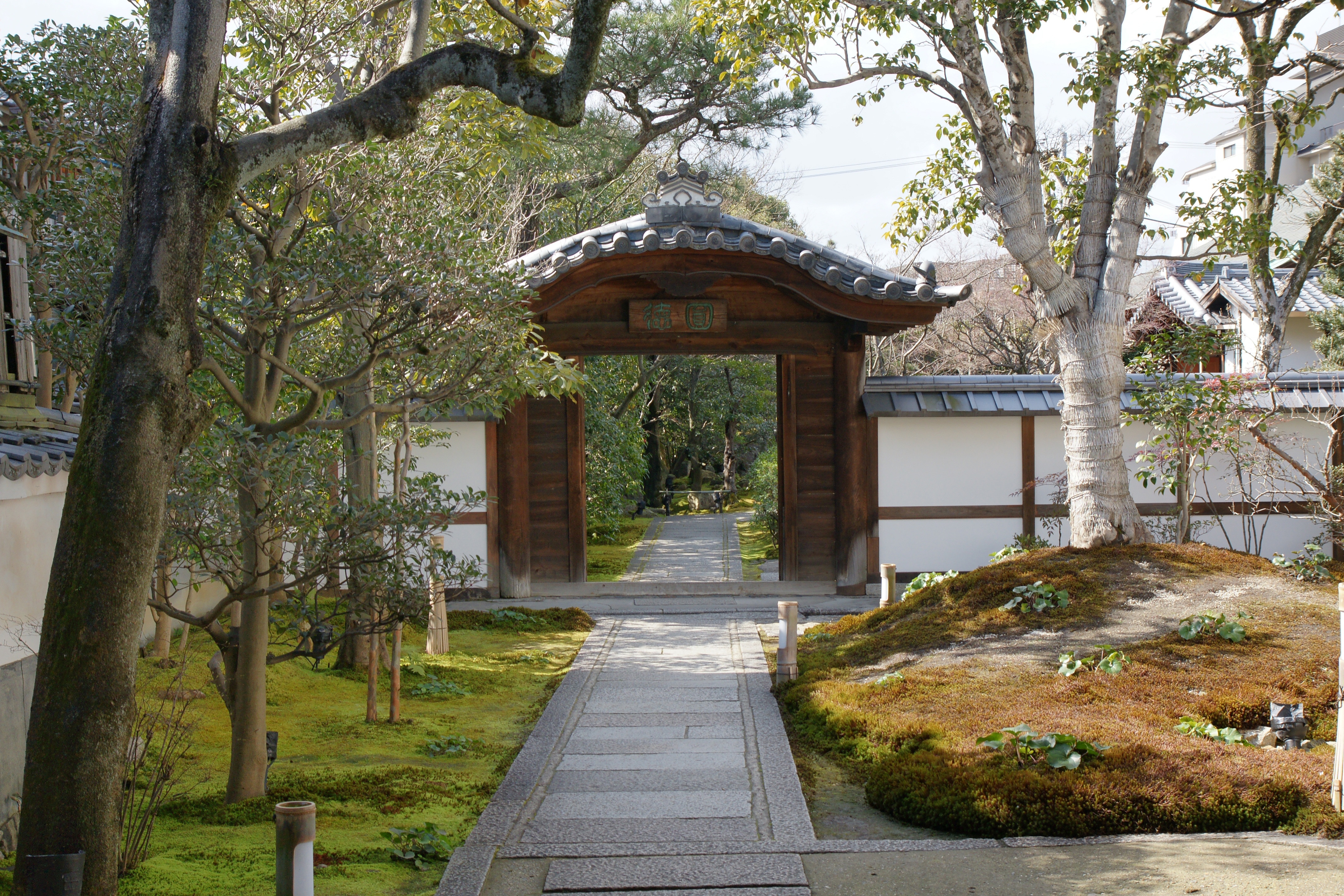
唐門
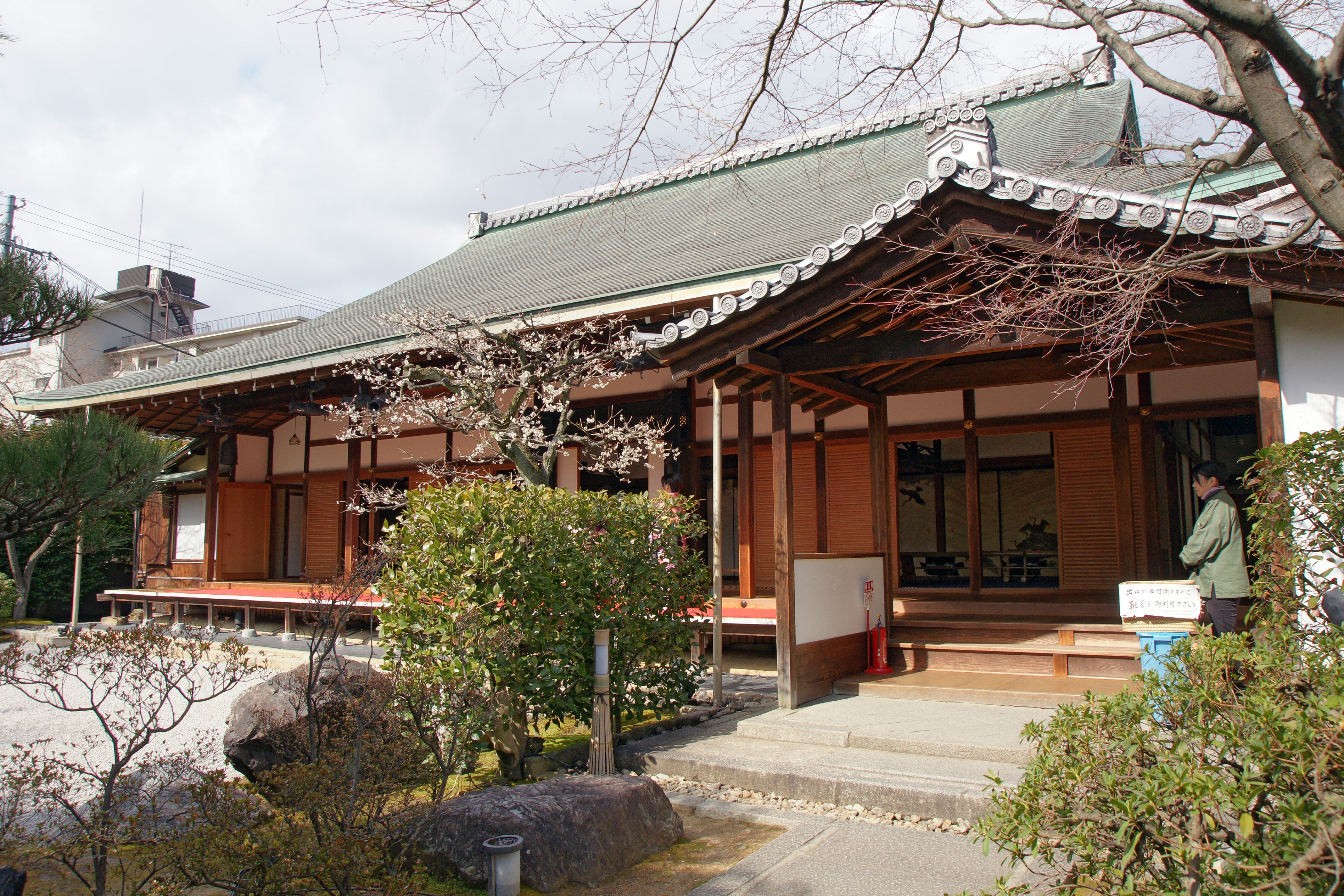
方丈
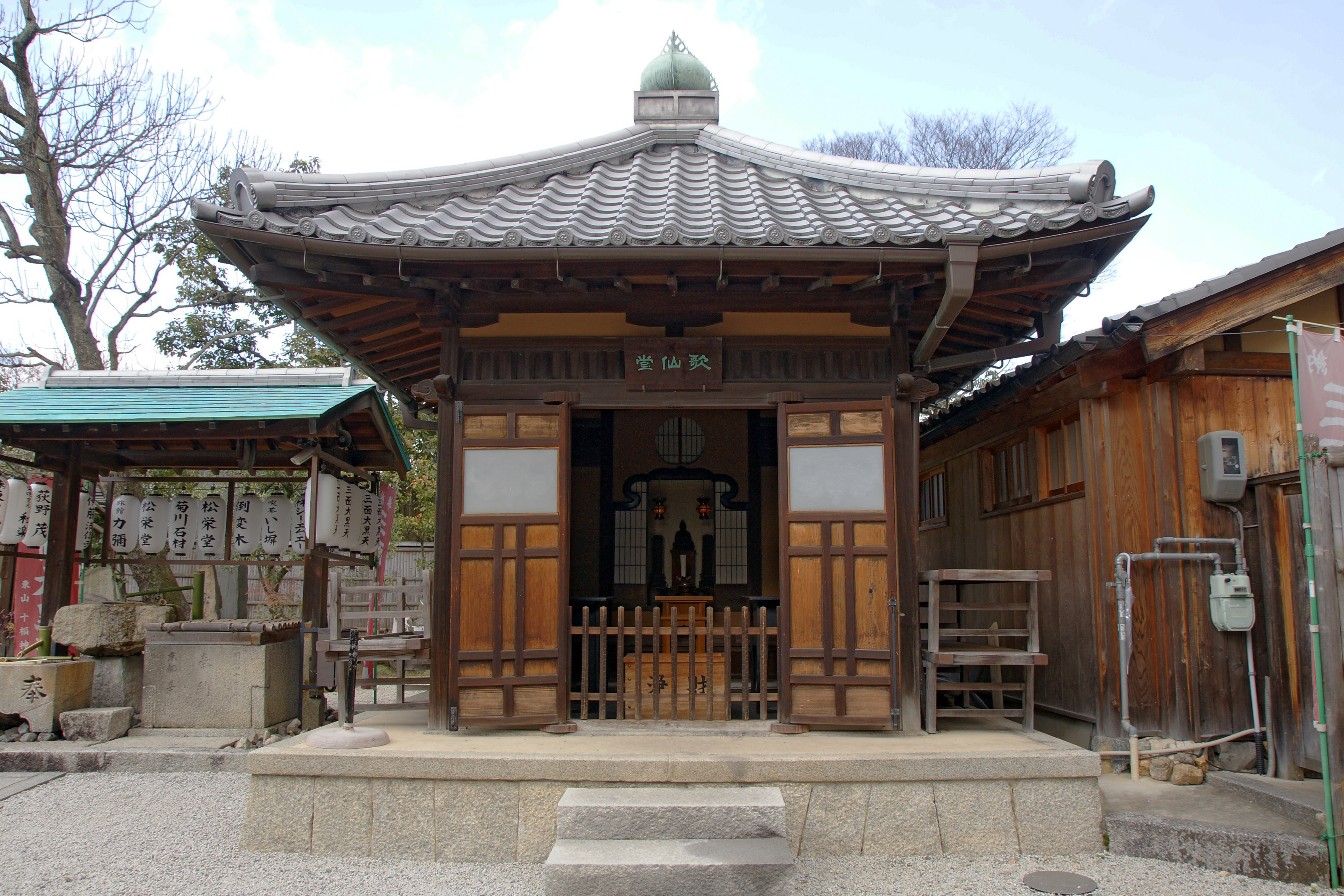
歌仙堂
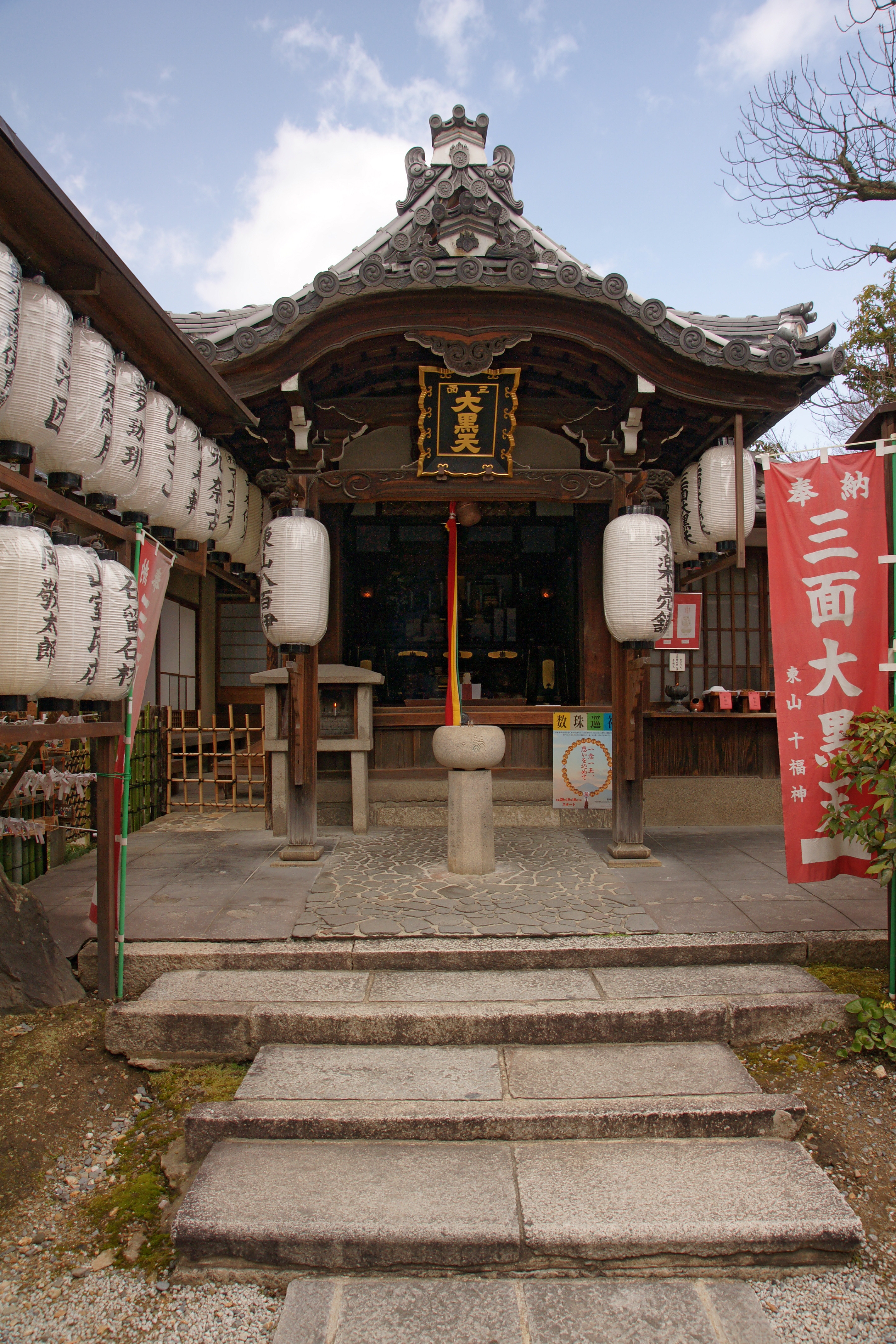
三面大黒天

## 文化財

### 重要文化財
- 紙本墨画山水図 伝長谷川等伯筆 大方丈襖貼付 32面 - 襖絵。天正17年（1589年）頃の制作。元は大徳寺の塔頭・三玄院の方丈を飾るものだったが、明治時代初期の廃仏毀釈によって流出し、今日では圓徳院に山水図32面が、京都楽美術館に松林山水図4面が、それぞれ分蔵されている。等伯はかねてより三玄院で襖絵を制作するを懇願していたが、住持春屋宗園は修業の場に絵は不要と相手にもしなかった。ある時宗園が2か月ほど留守をすることを知った等伯は、この時ぞとばかりに三玄院に押しかけ、止める雲水たちを振り切って客殿に上がり込み、一気呵成にこの襖絵を描いた。帰ってきて事の次第を知った宗園はいたく立腹しつつも絵の出来栄えには感嘆し、結局この襖絵を認めてそのままにしたという[1]。襖絵の料紙が作画にはおよそ不向きな雲母刷り胡粉の桐紋様の唐紙であることから、この逸話はおおよそ事実に近いと考えられている。全36面もの襖絵のすべてを桐紋様の上に描いた作品は他に例を見ない特異なものとしても知られている。また、雲母刷りの桐紋様を降り続く雪に見立てていることが特徴である。

現在円徳院で展示されているのは2012年（平成24年）に完成した京都文化協会文化財未来継承プロジェクト（綴プロジェクト）による高精細複製品で、原本は京都国立博物館と石川県七尾美術館に寄託されている。

### 国指定名勝
- 旧圓徳院庭園（北庭）

## 周辺
- 石塀小路
- ねねの道
- 法観寺
- 建仁寺